# Meyer Simon Weyl
Meyer Simon Weyl auch Meir ben Simhah Weyl (geboren 1744 in Lissa (heute Leszno) im Großherzogtum Posen; gestorben 14. Februar 1826 in Berlin) war ein deutscher Rabbiner und Dajan.

## Leben
Über die Herkunft von Meyer Simon Weyl liegen keine Erkenntnisse vor.
Am 12. Januar 1766 heiratete er die spätere Rebbetzin Malka (geb. 1744; gest. 5. März 1823), die Tochter von Levin Wagenmeister aus Lissa, und hatte mehrere Kinder mit ihr.
Er erhielt eine religiöse Ausbildung beim Rabbiner Hirschel Janub.
1766 wurde er als Dajan (Richter) an das Rabbinatsgericht (siehe auch Beth Din) in Lissa berufen und unterrichtete, neben diesem Amt, angehende Prediger und Rabbiner, bis er 1784 nach Berlin berufen wurde, um die offene Stelle an einer religiösen Stiftung zu erhalten. 
1786 wurde er auf die Stelle eines Rabbinatsassessors berufen und war in dieser Stellung so zufrieden, dass er mehrere Einladungen auf eine Rabbinerstelle verschiedener auswärtiger Gemeinden ausschlug.
Nach dem Tod des Ober-Landrabbiners Hirschel Levin wurde er 1800 zum Präsidenten des jüdischen Gerichts in Berlin und 1809 zum Vize-Oberlandrabbiner der jüdischen Gemeinden in der Kur- und Neumark, in Priegnitz und in Hinterpommern ernannt.
Er gründete in Berlin ein orthodoxes Rabbinerseminar für zukünftige Rabbiner und Lehrer, gemeinsam mit einer jüdischen Elementarschule; am 18. Oktober 1825 wurde die Lehreinrichtung unter der Leitung von Jeremias Heinemann eröffnet, mit der Lehrausrichtung auf hebräische und rabbinische Literatur, Erziehungslehre, Philosophie, pädagogische Ausbildung und Religionsstudien; bis zu Meyer Simon Weyls Tod 1826 wuchs die Zahl der Schüler auf 102 an. Nach seinem Tod übernahm sein Nachfolger Jacob Joseph Oettinger die Oberaufsicht.